# Mira (voornaam)
Mira is een meisjesnaam die vooral populair is bij de Indische, Slavische en Berber volkeren. De naam wordt ook als afkorting voor namen zoals Mirabella, Miriam en Miroslawa gebruikt.

## Betekenis
De naam Mira komt oorspronkelijk uit verschillende taalgebieden en heeft dan ook verschillende betekenissen:
- Hindi: मीरा - zee, oceaan
- Slavisch: мира (мир (mir) betekent vrede)
- Spaans - kijk, zie en Miranda ook Wonderbaarlijk
- Latijn: mirabilis - wonderbaarlijk, of mirus - "verwonderlijk, buitengewoon"

(hiervan afgeleid is het Engelse miracle - wonder)

## Varianten
De naam bestaat in vele varianten, waaronder Myra, Mirana, Miranda, Mireille, Mirella, Mirelle, Mireya, Miri, Miriana, Mirielle, Mirilla, Mirka, Mirra, Myrella, Myrène en Myrilla.

## Bekende naamdraagsters
- Mirabai, of Mira Bai (1498-1546), een Indische schrijfster en dichteres
- Myra Ward (1916-1990), een Nederlandse actrice
- Myra Römer (1946-), een Nederlands-Antilliaanse schrijfster
- Myra Koomen (1966-), een Nederlandse politica
- Mira Sorvino (1967-), een Amerikaanse actrice
- Mira Feticu (1973-), een Roemeense schrijfster
- Mira Bertels (1982-), een Belgische zangeres
- Mira Awad (1975-), een Arabisch Israëlische zangeres